# Dime como
Dime como è un singolo del gruppo musicale belga Paradisio, pubblicato nell'ottobre 1997 come quarto estratto dall'album Paradisio.

## Tracce
CD Singolo
1. Dime Como (Gitano Radio Edit) – 3:54
2. Dime Como (DJ Fiesta Mix) – 6:08

## Classifiche
| Classifica (1997) | Posizione massima |
| ----------------- | ----------------- |
| Belgio (Fiandre)  | 55                |
| Svezia            | 36                |